# Frederick Campion Steward
Pour les articles homonymes, voir Campion et Steward.
Frederick « Camp » Campion Steward, né le 16 juin 1904 et mort le 13 septembre 1993, est un botaniste britannique, spécialiste de la physiologie végétale.
Il étudie particulièrement la différenciation cellulaire et les facteurs de croissance.
Frederick Campion Steward est devenu membre de la Royal Society le 21 mars 1957.